# Тавказахов, Артур
Артур Тавказахов (узб. Artur Tavkazaxov; род. 30 июня 1976 года, Ташкент, Узбекская ССР) — узбекский и российский борец вольного стиля. Участник Летних Олимпийский игр 2004 года за Узбекистан. Победитель Всемирных военных игр и Чемпионата мира среди военных за сборную России.

## Карьера
С 1992 года тренируется под руководством Казбек Дебагаев, а в 1997 году перешёл к тренеру Анатолию Маргиеву в Центральный спортивный клуб Армии.
В 1999 году на Всемирных военных играх в Загребе (Хорватия) в весовой категории до 69 кг в финале одержал победу над Себастиен Боурдин из Франции и таким образом завоевал золотую медаль игр. На Чемпионате России по борьбе занял третье место. В 2001 году на Чемпионате мира среди военных в Сплит (Хорватия) в весовой категории до 69 кг в финале одержал победу над украинским борцом Сергеем Латышевым.
В 2003 году на Чемпионате мира по борьбе в Нью-Йорке (США) представлял Узбекистан. В весовой категории до 66 кг в квалификации победил белоруса Сергея Демченко, но проиграл Эван Макдональду из Канады и не смог пробиться в финальную часть турнира.
В 2004 году на квалификационном турнире на Олимпийские игры в Братислава (Словакия) занял второе место, проиграв в финале борцу из Казахстана Леониду Спиридонову. На Летних Олимпийских играх в Афинах (Греция) в весовой категории до 66 кг в квалификационных раундах выиграл олимпийского чемпиона из ИранаАлиреза Дабиру, но проиграл российскому борцу Махач Муртазалиеву и не прошёл в финальную часть соревнования, заняв всего лишь тринадцатое место.